# John Patrick Foley
John Patrick Foley (11 de novembre de 1935 - 11 de desembre de 2011) va ser un cardenal estatunidenc de l'Església Catòlica Romana. Del 2007 al 2011, va ser Gran Mestre de l'Orde Eqüestre del Sant Sepulcre de Jerusalem, una ordre de cavalleria sota la protecció papal, havent exercit anteriorment com a president del Consell Pontifici per a les Comunicacions Socials del 1984 al 2007. Va ser elevat al cardenalat el 2007. Va proporcionar els comentaris per als espectadors de televisió estatunidencs de la Missa de Nadal del Gall des de la Basílica de Sant Pere, Roma. Tanmateix, el 2009, es va retirar d'aquest càrrec després de 25 anys. Els comentaris van ser assumits per Monsenyor Thomas Powers de la diòcesi de Bridgeport, Connecticut, un funcionari de la Congregació per als Bisbes.
El papa Benet XVI va acceptar la renúncia de Foley com a gran mestre el 24 de febrer de 2011, a causa de l'edat (l'11 de novembre de 2010, el cardenal havia complert 75 anys, l'edat a la qual tots els bisbes han d'escriure una carta al Papa oferint formalment la seva renúncia) i a causa de problemes de salut (li van diagnosticar leucèmia i anèmia el setembre de 2009 ). Havia dirigit el Consell Pontifici per a les Comunicacions Socials durant 23 anys, des del 1984 fins al juny de 2007, quan va ser nomenat gran mestre, i havia estat consultor o membre de molts departaments curials. En un moment donat va ser editor de The Catholic Standard and Times, el diari de l'arxidiòcesi catòlica romana de Filadèlfia. Es va reunir amb el papa Benet XVI el 10 de febrer, dos dies després de presentar la seva carta de renúncia al secretari d'Estat del Vaticà.

## Biografia
Fill únic, Foley va néixer a l'Hospital Fitzgerald-Mercy de Darby, Pennsilvània, de John i Regina (de soltera Vogt) Foley. Es va criar a Sharon Hill, un suburbi de Filadèlfia, i va ser membre de la parròquia de l'Esperit Sant. Després de graduar-se a l' escola parroquial local, va assistir a l'Escola Preparatòria de Sant Josep del 1949 al 1953, i va considerar breument una vocació jesuïta. Més tard va assistir al St. Joseph's College, on va ser elegit president del cos estudiantil el 1956 i va obtenir una llicenciatura summa cum laude en història el 1957. Després va estudiar al Seminari de Sant Carles Borromeu a Wynnewood, obtenint un doctorat el 1958. Foley va ser ordenat sacerdot de l'arxidiòcesi de Filadèlfia per l'arquebisbe John Krol el 19 de maig de 1962. Foley va rebre el seu doctorat. el 1964 a la Universitat Pontifícia de Sant Tomàs d'Aquino i el doctorat cum laude en Filosofia a la mateixa institució el 1965. El títol de la seva tesi doctoral va ser "Dret Natural, Dret Natural i el Tribunal Warren". Va establir un rècord en rebre el doctorat en filosofia a la universitat en un any. Després de tornar a Filadèlfia, va obtenir un màster en periodisme a l'Escola de Periodisme de la Universitat de Colúmbia.
Foley va ensenyar anglès a l'institut Cardinal Dougherty de Filadèlfia , del 1966 al 1967. Després va treballar com a editor adjunt i corresponsal a Roma del diari arxidiocesà The Catholic Standard & Times. Del 1970 al 1984 va ser l'editor del diari, i el 1976 va rebre el títol honorífic de "monsenyor".
El 5 d'abril de 1984, Foley va ser nomenat president del Consell Pontifici per a les Comunicacions Socials i arquebisbe titular de Neapolis in Proconsulari pel Papa Joan Pau II. Va rebre la seva consagració episcopal el 8 de maig següent del cardenal Krol, amb els bisbes Martin Nicholas Lohmuller i Thomas Welsh com a co-consagradors. Com a president del consell, va ser el cap de dicasteri curial amb més anys de servei fins a rebre aquest nomenament; l'arquebisbe Claudio Maria Celli, exsecretari de l'Administració del Patrimoni de la Seu Apostòlica, va ser nomenat el seu successor. El 1989, va publicar un document sobre la pornografia i la violència als mitjans de comunicació.
John Patrick Foley va gestionar la creació del domini de primer nivell .va el 1995.
Foley va formar part de diverses organitzacions, com ara la Conferència Nacional de Cristians i Jueus , la Comissió d'Ètica de l'Estat de Pennsilvània i la Conferència Nacional de Bisbes Catòlics.
El Papa Benet XVI el va nomenar Pro-Gran Mestre de l'orde del Sant Sepulcre el 27 de juny de 2007.
Foley va ser elevat al Col·legi de Cardenals al consistori de la Basílica de Sant Pere el 24 de novembre de 20077. Va ser nomenat cardenal diaca de San Sebastiano al Palatino. És el setè sacerdot de l'arxidiòcesi de Filadèlfia que ha estat elevat al cardenalat. Va esdevenir Gran Mestre el 22 de desembre de 2007.
El 12 de juny de 2008, a més de les seves altres funcions, va ser nomenat per Benet XVI membre de la Congregació per al Culte Diví i la Disciplina dels Sagraments i de la Congregació per a l'Evangelització dels Pobles fins que va quedar debilitat per una malaltia.
El 12 de febrer de 2011 va tornar a l'arxidiòcesi de Filadèlfia, on va residir a Villa St. Joseph, Darby, Pennsilvània , una llar per a sacerdots malalts, jubilats o convalescents de l'arxidiòcesi, fins a la seva mort l'11 de desembre de 2011, a causa de leucèmia.
Els dos dies de ritus funeraris van començar el 15 de desembre amb la recepció del cos al Seminari de Sant Carles Borromeu, Overbrook, des d'on Foley va ser ordenat poc menys de mig segle abans. La vetlla d'un dia a la Capella de Sant Martí va acabar amb la missa celebrada per l'auxiliar principal de Filadèlfia, el bisbe Daniel Thomas, que era un amic íntim. El funeral va tenir lloc l'endemà a la Catedral-Basílica de Filadèlfia, on havia estat ordenat sacerdot i bisbe i a la cripta de la qual va ser enterrat. D'acord amb les preferències expressades pel cardenal Foley durant les seves últimes setmanes, l'arquebisbe Edwin O'Brien, el seu successor com a cap de l'Orde Eqüestre del Sant Sepulcre, va celebrar la litúrgia. El cardenal Timothy M. Dolan, arquebisbe de Nova York i president de la USCCB, va pronunciar l'homilia. Tant el president com el predicador eren amics del cardenal difunt des dels temps en què dirigien el Pontifici Col·legi Nord-americà de Roma.

## Opinions
Durant el seu mandat, l'arquebisbe va provocar indignació a la comunitat homosexual en descriure la pandèmia de la sida com una "sanció natural per a certs tipus d'activitats".
També va defensar el sacerdoci exclusivament masculí de la seva església, dient una vegada: " Jesús clarament no va ordenar dones al sacerdoci, ni va autoritzar l'Església a fer-ho". Després de la mort de Joan Pau II el 2 d'abril de 2005, Foley i tots els principals funcionaris del Vaticà, d'acord amb el costum, van perdre automàticament els seus càrrecs durant la sede vacante . Va ser confirmat com a president del concili pel Papa Benet XVI unes setmanes més tard, el 21 d'abril.

## Vida personal
Segons sembla, Foley s'aixecava cada dia a les 6:00 del matí per mirar la CNN , per "saber sobre què pregar". Foley va ser l' enllaç en anglès per a la visita del Papa Joan Pau II als Estats Units el 1979. Era abstemi i es descrivia a si mateix com a "adicte a la xocolata ".

## Honors
Va ser guardonat amb títols honorífics per la Universitat de St. Joseph de Filadèlfia (1985); l'Allentown College de St. Francis de Sales (1990); la Universitat Catòlica d'Amèrica de Washington (1996); l'Assumption College de Worcester (1997); la Universitat Regis de Denver (1998); la Universitat John Cabot de Roma (1998); la Universitat de Portland (2007); la Universitat Franciscana de Steubenville (2010); i la Universitat de Bethlehem (2011).
El Cardinal Foley Center de la Universitat de St. Joseph porta el seu nom.
L'escola catòlica Cardinal Foley de Havertown, Pennsilvània, porta el seu nom.
 Comandant de la Gran Creu de l'orde de l'Estrella del Nord (Suècia, 1991)
 Cavaller amb el Collar de l'orde del Sant Sepulcre (Santa Seu , 1991)
 Gran Creu de l'orde de Bernardo O'Higgins (Xile, 1996)
 Gran Creu de l'orde del Libertador General San Martín (Argentina, 2003).
  Balì Gran Creu d'Honor i Devoció del Sobirà Militar Orde de Malta